# 1500 в Україні

## Події
- 4 червня Київ, згідно з Магдебурзьким правом, звільнено від усіх торгових мит.
- У «прикордонній війні» Московського князівства з Литвою головним питанням були територіальні та конфлікти між «українськими» князями. Після поразки литовців 1500 року біля річки Ведроші сформувалася антимосковська коаліція у складі Лівонського ордену, Польщі, Великої Орди, Угорсько-Чеської держави та Великого князівства Литовського. Але 3 травня 1500 року війська Московії оволоділи Брянськом, потім Стародубом, 6 серпня здався Путивль.
- Михайло Острозький — староста луцький, маршалок Волинської землі.
- згадка про Буське Миколаївське братство.

## Особи

### Померли
- Юрій Васильович Заславський — волинський князь.

## Засновані, зведені
- Зинджирли-медресе
- Біла (Ямпільський район)
- Білижинці
- Будище (Коропський район)
- Вахутинці
- Вочківці
- Гулі (Миронівський район)
- Гусачівка
- Двірець (Ізяславський район)
- Дзигівка
- Домашлин
- Дроздівка
- Іванівка (Семенівський район, Чернігівська область)
- Козин (Миронівський район)
- Матяшівка (Обухівський район)
- Обуховичі
- Олександрівка (Миронівський район)
- Перелюб (Корюківський район)
- Поправка
- Путивськ
- Розважів
- Рудня (Сосницький район)
- Серафинці
- Скибинці (Тетіївський район)
- Теліжинці (Тетіївський район)
- Юхнове